# پرونتو
پرونتو (به ایتالیایی: Prunetto) یک کومونه در ایتالیا است که در استان کونیو واقع شده‌است. مساحت شهر پرونتو 14.5 کیلومتر مربع است که در حدود 70 کیلومتر (43 مایل) از جنوب شرقی تورین و حدود 50 کیلومتر (31 مایل) از شرق کوئینو فاصله دارد .به گزارش مرکز آمار ایتالیا در تاریخ 31 دسامبر 2004، جمعیت این شهر 492 نفر سرشماری شد. شغل اکثریت مردم این شهر مبتنی بر کشاورزی است

## خصوصیات
پرونتو ۱۴٫۵ کیلومترمربع مساحت و ۴۹۲ نفر جمعیت دارد.